# Czarlona
Czarlona – kolonia wsi Stok w Polsce, położona w województwie podlaskim, w powiecie sokólskim, w gminie Korycin.
W latach 1975–1998 kolonia administracyjnie należała do województwa białostockiego.